# Hilfsprediger
Hilfsprediger ist eine veraltete Amts- bzw. Dienstbezeichnung in evangelischen Landeskirchen des deutschen Sprachraums. Dabei sind zwei verschiedene Bedeutungen zu unterscheiden:
In manchen Landeskirchen wurden ehrenamtliche Prädikanten so genannt, siehe dort.
In anderen Landeskirchen, vor allem im Gebiet der ehemaligen Kirche der Altpreußischen Union, aber auch in der Bremischen Evangelischen Kirche und in der Evangelisch-Lutherischen Kirche in Oldenburg, war Hilfsprediger (später: „Pastor im Hilfsdienst“) die Amtsbezeichnung für einen Kandidaten des Pfarramts, der, nach dem Vikariat und dem Zweiten Theologischen Examen, einer Kirchengemeinde, vorläufig und ohne Wahl durch das Leitungsgremium der Gemeinde, als Prediger und Seelsorger, oft auch als Pfarrstellenverwalter zugeordnet war. Die Hilfspredigerzeit war zeitlich begrenzt und endete mit der Wahl zum Pfarrer dieser oder einer anderen Gemeinde. In die erste Phase dieser Zeit fiel in der Regel die Ordination. Dem Hilfsprediger entsprach in der staatlichen Beamtenlaufbahn der Assessor. In dieser Bedeutung wurde der Titel gegen Ende des 20. Jahrhunderts überall durch Pastor(in) / Pfarrer(in) zur Anstellung ersetzt.